# Stadion Thani bin Jassim
 Stadion Thani bin Jassim (ar. ملعب ثاني بن جاسم), poznat i kao Satdio Al-Gharrafa, je višenamjenski stadion u Dohi, u Kataru, izgrađen 2003. godine. Kapacitet stadiona je 25.000 mjesta, a trenutno se uglavnom koristi za nogometne utakmice, kao domaći teren klubovima Al-Gharafa i Umm-Salal. Na stadionu su se odigravale utakmice azijskog nogometnog prvenstva 2011. i drugih međunarodnih natjecanja. 

## Planovi
Planira se da fasada stadiona bude sastavljena od boja zastava država koje će se kvalificirati za svjetsko nogometno prvenstvo 2022. godine. Kapacitet stadiona bi se trebao proširiti sa sadašnjih 25.000 na 44.740 kako bi ispunio kapacitete Svjetskog prvenstva. Modularni dizajn druge razine omogućit će lako rastavljanje nakon što prvenstvo završi. Postupak proširenja 2017. godine još nije bio pokrenut.